# 格尼洛沃德卡河
格尼洛沃德卡河（烏克蘭語：Гниловодка），是烏克蘭的河流，位於該國西部赫梅利尼茨基州，屬於捷爾納瓦河的右支流，發源自斯洛比德卡-拉赫尼夫西卡以北，河道全長23公里，流域面積69.2平方公里。